# The ConstruKction of Light
The ConstruKction of Light è un album dei King Crimson pubblicato nel 2000.

## Tracce
Testi di Adrian Belew, musiche di King Crimson.
1. ProzaKc Blues – 5:28
2. The ConstruKction of Light (pt. 1) – 5:49
3. The ConstruKction of Light (pt. 1) – 2:50
4. Into the Frying Pan – 6:54
5. FraKctured – 9:06
6. The World's My Oyster Soup Kitchen Floor Wax Museum – 6:24
7. Larks' Tongues in Aspic (Part IV) (pt. 1) – 3:41
8. Larks' Tongues in Aspic (Part IV) (pt. 2) – 2:50
9. Larks' Tongues in Aspic (Part IV) (pt. 3) – 2:36
10. Coda: I Have a Dream – 4:51

Durata totale: 50:29
Bonus track
1. ProjeKct X – Heaven and Earth – 7:46

## Formazione
- Adrian Belew - chitarra, voce
- Robert Fripp - chitarra
- Trey Gunn - warr guitar
- Pat Mastelotto - batteria